# Awionika
Awionika – dwuznaczne pojęcie oznaczające: 
- dział nauki i techniki zajmujący się zastosowaniem w lotnictwie i astronautyce oraz w lotniczych urządzeniach naziemnych urządzeń automatycznych i elektronicznych;
- Wyposażenie pokładowe, takie jak systemy sterowania, urządzenia nawigacyjne, system zobrazowania informacji itd.